# Вазиристан

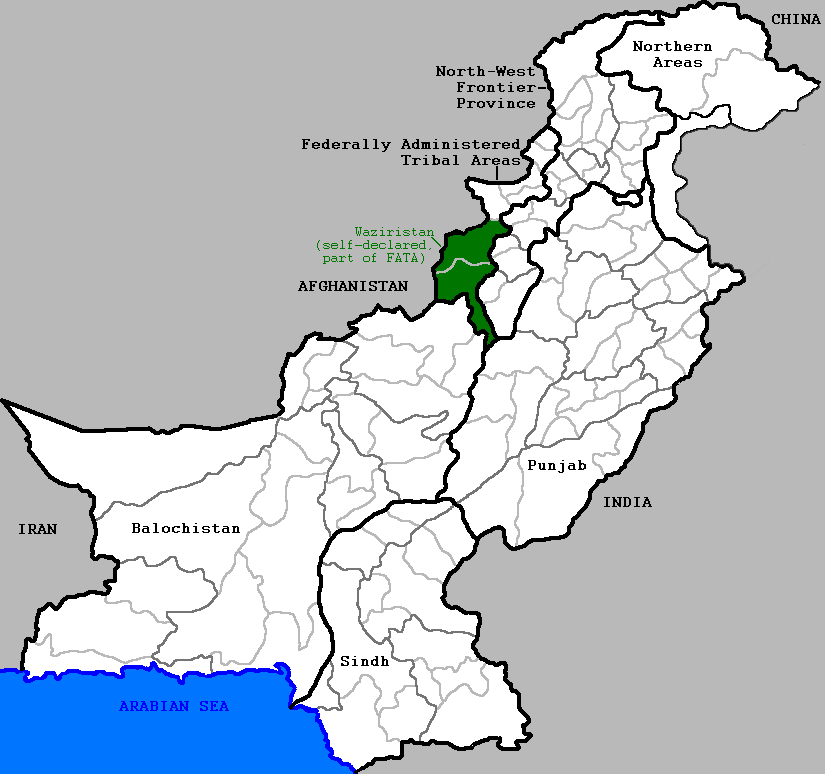
Вазиристан на карте Пакистана

Вазириста́н (пушту ‎и урду وزيرستان‎) — горный регион на северо-западе Пакистана на границе с Афганистаном.
Состоит из «агентств» (территориальных единиц — подпровинций) Северный Вазиристан и Южный Вазиристан, входящих в провинцию Хайбер-Пахтунхва в Пакистане.
До 31 мая 2018 года территория Вазиристана была в составе Территории племён федерального управления.

## Общая характеристика
Площадь — 11 585 км² (в том числе северная часть — около 5000, южная — 6500). Вазиристан расположен к западу и юго-западу от Пешавара, от междуречья Куррам и Кайру до реки Гомаль.
Население на 1998 год — 791 087 человек (361 246 в северной части и 429 841 в южной). В основном пуштунские племена.

## Население
Население всего Вазиристана, по итогам переписи населения 2017 года, оценивается в ↗1 215 761 жителя.

### Северный Вазиристан
По данным 2017 года, 97,57 % населения говорило на пушту, 1,26 % — на диалектах панджаби (хиндко и сирайки), и — 0,46 % на урду.

### Южный Вазиристан
Население Южного Вазиристана составляет 675 215 человек, из которых 96,5 % говорит на пушту, 0,6 % — на урду, 0,55 % — на панджаби, и 0,2 % — на брауи.

## Регионы

### Северный Вазиристан
Северный Вазиристан, или Утманзай, населён племенами Дервиш-Хель (или Вазири, давшим название региону), проживающим в укреплённых горных деревнях, и Давар (или Даур), чьи поселения расположены в низменных равнинных долинах. Местности вазиров называются Размак, Датта-Хель, Спин-вам, Досали и Шава, даваров — Мираншах, Мрали, Эдак, Хурмаз, Биланд-Хель, Хассу-Хель и Хайдер-Хель.
Столицей Северного Вазиристана является город Мираншах.

### Южный Вазиристан
Южный Вазиристан, или Ахмадзай, населён преимущественно племенем Мехсуд, представители которого живут в палаточных деревнях и являются выдающимися овцеводами (овец породы вазири), культивирующими производство чёрной и белой шерсти. Племя управлялось временами своими вождями, временами — представителями северных племён или центрального правительства. Принципы управления во многом заимствованы от индийских раджей.
Местности вазиров называются Макин, Два-Той, Шакай, Сорарога, Канигурам, Сарвакай, Танай.
Столицей Южного Вазиристана является город Вана.

## История
С 1893 года Вазиристан — территория, фактически независимая как от английских доминионов, так и от афганского правительства.
В 1947 году Вазиристан вошёл в состав независимого Пакистана.

### Война с терроризмом
С 2004 по настоящее время Вазиристан был оплотом движения «Техрик-е Талибан Пакистан». В 2000-е годы талибы оттеснили традиционных племенных вождей и установили контроль над большей частью региона до операции «Зарб-э-Азб».
14 февраля 2006 года на территории Северного Вазиристана талибы заявили о создании Исламского государства Вазиристан. Пакистанская армия безуспешно пыталась вернуть контроль над утраченной территорией.
7 августа 2007 года Пакистан провёл крупную войсковую операцию против боевиков движения «Талибан» в Северном Вазиристане.
12 декабря 2009 года премьер-министр Юсуф Реза Гилани объявил о победе Пакистана в Южном Вазиристане. После победы пакистанских войск Вазиристан прекратил своё существование. Под контролем боевиков остались лишь несколько районов Северного Вазиристана.
29 октября 2010 года министр иностранных дел Пакистана Шах Махмуд Куреши заявил, что 35-тысячная группировка пакистанских войск готова к началу боевых действий против талибов в Северном Вазиристане.
Выборы в парламент Пакистана в 2013 году в Вазиристане не проводились.
По состоянию на 2017 год, Пакистан восстановил контроль над большей частью территории Вазиристана.
В 2018 году были избраны депутаты в Парламент Пакистана, а в 2019 году впервые избрано 4 депутата в Законодательное собрание Хайбер-Пухтунхва.